# ¡Hola!
¡Hola! (o título significa "Olá!" em português) é uma revista semanal especializada em notícias sobre celebridades fundada na Espanha em 1944. 

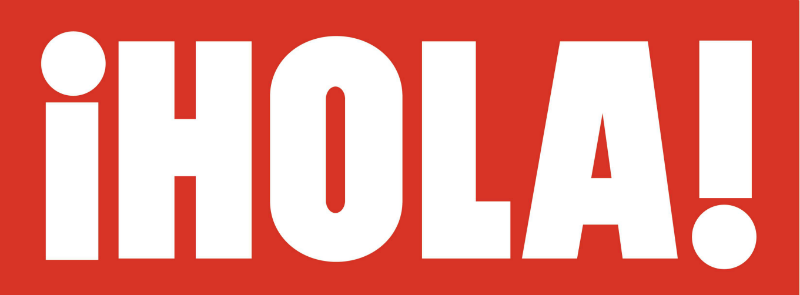
A logomarca da Hola!

Sob o título Hola! é publicada em diversos países da América Latina, na Espanha e USA e sob o título Hello! é publicada no Canadá, Reino Unido, Rússia e Tailândia. 
Na Tailândia é publicada em tailandês e na Rússia é publicada em russo. 
Atualmente estima-se que o número de leitores da revista a cada semana seja de cerca de 30 milhões de pessoas no mundo todo, incluindo-se as plataformas web da edição. 

## História
Foi fundada em Barcelona em 8 de setembro de 1944 por Antonio Sánchez Gómez e Mercedes Junco Calderón (1920-2019), que trabalharam na revista até sua morte. Eduardo Sánchez Junco, filho do casal, dirigiu a editora de 1984 até julho de 2010, seguindo uma filosofia baseada nos valores familiares tradicionais, que a revista, segundo seu atual diretor, Eduardo Sánchez Pérez, neto de Antonio e filho de Eduardo Junco, continua mantendo. 
“As jovens damas da sociedade, os artistas de Hollywood, os príncipes e princesas europeus e os acontecimentos relevantes, como o fim da II Guerra Mundial, protagonizaram as primeiras edições”, lia-se no site do jornal espanhol ABC em 2014 quando a publicação completou 70 anos. 
Atualmente, considerando suas 20 edições internacionais, 8 plataformas web e a plataforma Hello TV, se estima que mais de 20 milhões de pessoas leiam a revista toda semana, um grande crescimento considerando a Hola! original que vendeu 4.000 cópias na sua primeira semana de circulação em 1944.

### Os 70 anos da revista
Em 2014, para comemorar os seus 70 anos, a revista lançou uma exposição comemorativa com 70 de suas capas mais emblemáticas. 

### Datas especiais
1978 – lançamento do Especial de Moda Hola!
1988 – lançamento da Hello! (versão para o Reino Unido)
2000 – lançamento do site hola.com
2004 – expansão internacional ("a primeira franquia se lançou na Rússia, mas logo a revista se expandiu pelo mundo. Marrocos, Geórgia e Hungria são as últimas incorporações a uma rede internacional de meios com presença em mais de 30 países", lia-se num especial do Grupo Hola em 2014 ).
2016 – lançamento da Hola USA (EUA)

### Expansão
Publicada em 12 idiomas, atualmente a revista tem diversas edições internacionais, 8 plataformas web e a plataforma Hello TV, sendo acessada num total de 70 países, com uma estimativa de 20 milhões de leitores a cada semana. 
É ou já foi publicada na Argentina, Brasil, Chile, Colômbia, Costa Rica, El Salvador, Equador, Espanha, EUA, Grécia, Guatemala, México, Nicarágua, Panamá, Peru, Philippines, Porto Rico, Reino Unido, República Dominicana, Rússia, Tailândia e Venezuela. 

## Seções
Atualmente todas as revistas contêm basicamente as seguintes seções: Moda, Celebridades, Beleza, Sociedade, Realeza, Atualidades e Estilo de Vida. Outras seções variam de país para país.  